# Trolejbusy w Szczecinie
Trolejbusy w Szczecinie – niezrealizowany pomysł wprowadzenia systemu trolejbusowego w Szczecinie, stolicy województwa zachodniopomorskiego.

## Historia
Plany budowy trakcji trolejbusowej w Szczecinie pochodzą z 1953 r. W rozmowie z redaktorem dziennika Kurier Szczeciński w dniu 13 czerwca 1953 r. nowy dyrektor MZK Szczecin, inż. Pasich, ogłosił plan budowy systemu trolejbusowego. Zgodnie z planem trolejbusy miały uzupełniać istniejące już linie tramwajowe. Jako pierwsza miała powstać linia okrężna w Śródmieściu, która miała zostać uruchomiona w 1954 r. Ten plan jednak nie został zrealizowany, a miasto skupiło się na rozwoju tramwajów i autobusów. 
W 1960 r. mgr inż. Teodor Wolny na łamach Kuriera Szczecińskiego odniósł się do miejskich planów likwidacji linii tramwajowej na alei Wojska Polskiego na odcinku od placu Lenina do placu Zwycięstwa i zaproponował wprowadzenie w jej miejscu linii trolejbusowej. W odpowiedzi architekt miasta prof. Mieczysław Janowski poinformował, że pomysł nie ma szans na realizację z powodu zbyt wysokich kosztów.
Temat trolejbusów wrócił jeszcze 8 sierpnia 1985 r., kiedy Kurier Szczeciński zorganizował na swoich łamach sondę dotyczącą połączenia osiedli Słonecznego i Bukowego z resztą miasta. Czytelnicy zgłosili pomysł uruchomienia linii trolejbusowej, ale WPKM już 15 sierpnia zdecydowanie sprzeciwił się tym planom, opowiadając się za budową szybkiego tramwaju, nad koncepcją którego prace trwały od początku lat 50. XX w. a który uruchomiony został dopiero w 2015.